# Amor, Luz y Sonido Tour
El Tour Amor, Luz y Sonido, fue la tercera gira en solitario en manos de la compañía Universal Music de la cantante y compositora Paulina Rubio, en apoyo a su álbum Ananda.

## Fechas
| Día                   | Ciudad                 | País                 | Recinto                                        |
| Europa                | Europa                 | Europa               | Europa                                         |
| --------------------- | ---------------------- | -------------------- | ---------------------------------------------- |
| 23 de febrero de 2007 | Lanzarote              | España               | Campo de fútbol Arrecife                       |
| 24 de febrero de 2007 | Santa Cruz de Tenerife | España               | Plaza de España                                |
| 25 de febrero de 2007 | Las Palmas             | España               | Estadio Insular                                |
| Sudamérica            |                        |                      |                                                |
| 7 de marzo de 2007    | Medellín               | Colombia             | Plaza de Toros La Macarena                     |
| 10 de marzo de 2007   | Bogotá                 | Colombia             | Festival Música y Energía                      |
| Centroamérica         |                        |                      |                                                |
| 14 de marzo de 2007   | Managua                | Nicaragua            | Estadio Nacional Dennis Martínez               |
| 16 de marzo de 2007   | San Salvador           | El Salvador          | Feria Internacional                            |
| 17 de marzo de 2007   | Guatemala              | Guatemala            | Tikal Futura                                   |
| 25 de marzo de 2007   | San Juan               | Puerto Rico          | Coliseo José Miguel Agrelot                    |
| 29 de marzo de 2007   | Santo Domingo          | República Dominicana | Palacio de los Deportes Virgilio Travieso Soto |
| Norteamérica          |                        |                      |                                                |
| 31 de marzo de 2007   | Orlando                | Estados Unidos       | SeaWorld Of Florida                            |
| 1 de abril de 2007    | Tampa                  | Estados Unidos       | Tampa Centre                                   |
| Europa                |                        |                      |                                                |
| 20 de abril de 2007   | Baracaldo              | España               | Arena de Barakaldo                             |
| 21 de abril de 2007   | Castellón de la Plana  | España               | Plaza de Toros                                 |
| Norteamérica          |                        |                      |                                                |
| 17 de mayo de 2007    | Houston                | Estados Unidos       | Escapade Center                                |
| 18 de mayo de 2007    | Dallas                 | Estados Unidos       | Nokia Theatre At Grand Praice                  |
| 20 de mayo de 2007    | Atlanta                | Estados Unidos       | Fox Theatre                                    |
| 22 de mayo de 2007    | Raleigh                | Estados Unidos       | The Theatre                                    |
| 24 de mayo de 2007    | Washington             | Estados Unidos       | The Center Central                             |
| 25 de mayo de 2007    | Atlantic City          | Estados Unidos       | The Theatre                                    |
| 27 de mayo de 2007    | Reading                | Estados Unidos       | Soventhg Thetare                               |
| 30 de mayo de 2007    | New York               | Estados Unidos       | Beacon Thetare                                 |
| Europa                |                        |                      |                                                |
| 12 de julio de 2007   | Madrid                 | España               | Patio del Conde Duque                          |
| 13 de julio de 2007   | Burgos                 | España               | Estadio El Plantío                             |
| 14 de julio de 2007   | Gijón                  | España               | Plaza de Toros de El Bibio                     |

- Datos: Q4747582